# Elecciones municipales de Coronel Portillo de 2006
Las elecciones municipales de Coronel Portillo de 2006 se llevaron a cabo el 19 de noviembre de 2006 para elegir al alcalde y al Concejo Provincial de Coronel Portillo para el periodo 2007-2010. La elección se celebró simultáneamente con elecciones regionales y municipales (provinciales y distritales) en todo el Perú.

## Sistema electoral
La Municipalidad Provincial de Coronel Portillo es el órgano administrativo y de gobierno de la provincia de Coronel Portillo. Está compuesta por el alcalde y el Concejo Provincial.
La votación del alcalde y el concejo se realiza en base al sufragio universal, que comprende a todos los ciudadanos nacionales mayores de dieciocho años, empadronados y residentes en la provincia de Coronel Portillo y en pleno goce de sus derechos políticos, así como a los ciudadanos no nacionales residentes y empadronados en la provincia de Coronel Portillo.
El Concejo Provincial de Coronel Portillo está compuesto por 13 regidores elegidos por sufragio directo para un período de cuatro (4) años, en forma conjunta con la elección del alcalde (quien lo preside). La votación es por lista cerrada y bloqueada. Se asigna a la lista ganadora los escaños según el método d'Hondt o la mitad más uno, lo que más le favorezca.

## Composición del Concejo Provincial de Coronel Portillo
La siguiente tabla muestra la composición del Concejo Provincial de Coronel Portillo antes de las elecciones.
| Partidos | Partidos                                    | Regidores |
| -------- | ------------------------------------------- | --------- |
|          | Movimiento Cívico Regional Todo por Ucayali | 10        |
|          | Cambio en Ucayali                           | 2         |
|          | Unidad Nacional                             | 1         |

## Partidos y candidatos
A continuación se muestra una lista de los principales partidos y alianzas electorales que participaron en las elecciones:
| Candidatura | Candidatura | Partidos y alianzas                                 | Candidatos | Candidatos                   | Ideología                                             | Resultado previo | Resultado previo | Ref. |
| Candidatura | Candidatura | Partidos y alianzas                                 | Candidatos | Candidatos                   | Ideología                                             | Votos (%)        | Reg.             | Ref. |
| ----------- | ----------- | --------------------------------------------------- | ---------- | ---------------------------- | ----------------------------------------------------- | ---------------- | ---------------- | ---- |
|             | APRA        | Lista - Partido Aprista Peruano (APRA)              |            | Lucio Abensur Pérez          | Aprismo                                               | 5.94%            | 0                |      |
|             | AP          | Lista - Acción Popular (AP)                         |            | Melita Ruiz de Padilla       | Humanismo Nacionalismo cívico Reformismo              | 5.16%            | 0                |      |
|             | Frepap      | Lista - Frente Popular Agrícola del Perú (Frepap)   |            | Elizabeth Palacios Omonte    | Israelismo Fundamentalismo cristiano Populismo        | Nuevo            | Nuevo            |      |
|             | UPP         | Lista - Unión por el Perú (UPP)                     |            | Jaime del Águila Carrillo    | Nacionalismo de izquierda Socialdemocracia            | Nuevo            | Nuevo            |      |
|             | SU          | Lista - Siempre Unidos (SU)                         |            | Herless Ramírez Pérez        | Fujimorismo Partido atrapalotodo                      | Nuevo            | Nuevo            |      |
|             | FD          | Lista - Fuerza Democrática (FD)                     |            | César Huamán Fernández       | Reformismo                                            | Nuevo            | Nuevo            |      |
|             | RN          | Lista - Restauración Nacional (RN)                  |            | Hugo Ríos Hoyos              | Liberalismo económico Humanismo cristiano Evangelismo | Nuevo            | Nuevo            |      |
|             | PNP         | Lista - Partido Nacionalista Peruano (PNP)          |            | Arlene Falcón Guerra         | Socialismo democrático Nacionalismo de izquierda      | Nuevo            | Nuevo            |      |
|             | EU          | Lista - Esfuerzo Unidos (EU)                        |            | Víctor Yamashiro Shimabukuro | Regionalismo ucayalino                                | Nuevo            | Nuevo            |      |
|             | UD          | Lista - Ucayali Dignidad (UD)                       |            | Eduardo Cenepo Eljarratt     | Regionalismo ucayalino                                | Nuevo            | Nuevo            |      |
|             | MAPU        | Lista - Movimiento Agrario Popular Ucayalino (MAPU) |            | Luis Valdez Villacorta       | Regionalismo ucayalino                                | Nuevo            | Nuevo            |      |

## Resultados

### Sumario general
|                        |                                             |              |              |              |           |           |  |  |
| Partidos y coaliciones | Partidos y coaliciones                      | Voto popular | Voto popular | Voto popular | Regidores | Regidores |  |  |
| Partidos y coaliciones | Partidos y coaliciones                      | Votos        | %            | ±pp          | Total     | +/−       |  |  |
|                        | Movimiento Agrario Popular Ucayalino (MAPU) | 43,782       | 36.08        | Nuevo        | 8         | +8        |  |  |
|                        | Esfuerzo Unidos (EU)                        | 29,646       | 24.43        | Nuevo        | 3         | +3        |  |  |
|                        | Partido Nacionalista Peruano (PNP)          | 11,046       | 9.10         | Nuevo        | 1         | +1        |  |  |
|                        | Partido Aprista Peruano (APRA)              | 9,374        | 7.73         | +1.79        | 1         | +1        |  |  |
|                        | Fuerza Democrática (FD)                     | 7,564        | 6.23         | Nuevo        | 0         | ±0        |  |  |
|                        | Acción Popular (AP)                         | 5,804        | 4.78         | –0.38        | 0         | ±0        |  |  |
|                        | Ucayali Dignidad (UD)                       | 4,237        | 3.49         | Nuevo        | 0         | ±0        |  |  |
|                        | Restauración Nacional (RN)                  | 4,065        | 3.35         | Nuevo        | 0         | ±0        |  |  |
|                        | Unión por el Perú (UPP)                     | 3,483        | 2.87         | Nuevo        | 0         | ±0        |  |  |
|                        | Frente Popular Agrícola del Perú (Frepap)   | 1,715        | 1.41         | n/a          | 0         | ±0        |  |  |
|                        | Siempre Unidos (SU)                         | 618          | 0.51         | Nuevo        | 0         | ±0        |  |  |
|                        |                                             |              |              |              |           |           |  |  |
| Total                  | Total                                       | 121,334      |              |              | 13        | ±0        |  |  |
|                        |                                             |              |              |              |           |           |  |  |
| Votos válidos          | Votos válidos                               | 121,334      | 83.41        | –2.05        |           |           |  |  |
| Votos en blanco        | Votos en blanco                             | 15,479       | 10.64        | –0.15        |           |           |  |  |
| Votos nulos            | Votos nulos                                 | 8,646        | 5.94         | +2.19        |           |           |  |  |
| Votos emitidos         | Votos emitidos                              | 145,459      | 83.80        | +5.50        |           |           |  |  |
| Abstenciones           | Abstenciones                                | 28,129       | 16.20        | –5.50        |           |           |  |  |
| Votantes registrados   | Votantes registrados                        | 173,588      |              |              |           |           |  |  |
|                        |                                             |              |              |              |           |           |  |  |
| Fuente:                |                                             |              |              |              |           |           |  |  |

## Elecciones municipales distritales

### Resultados por distrito
La siguiente tabla enumera el control de los distritos de la provincia de Coronel Portillo. El cambio de mando de una organización política se resalta del color de ese partido.
| Distrito      | Alcalde(sa) titular       | Partido político | Partido político | Alcalde(sa) electo(a)      | Partido político | Partido político                |
| ------------- | ------------------------- | ---------------- | ---------------- | -------------------------- | ---------------- | ------------------------------- |
| Campoverde    | Wiliam Amasifuén Tanchiva |                  | Nueva Amazonía   | Wiliam Amasifuén Tanchiva  |                  | Ucayali Región con Futuro       |
| Iparía        | Gabino Muñoz Rengifo      |                  | Salvemos Iparía  | Roberto Silvano Rengifo    |                  | Mayoría de Integración Indígena |
| Masisea       | Delis Bardales Bardales   |                  | Todo por Ucayali | Marcos Guerra Torres       |                  | Integrando Ucayali              |
| Nueva Requena | Gandy Dionisio López      |                  | Todo por Ucayali | Bacilides Dorado Sairitupa |                  | Perú Posible                    |
| Yarinacocha   | Edwin Díaz Paredes        |                  | Todo por Ucayali | Edwin Díaz Paredes         |                  | Integrando Ucayali              |